# Nicola Terzaghi
Nicola Terzaghi (Bari, 7 juillet 1880 – Florence, 20 avril 1964) est un philologue classique et latiniste italien.

## Biographie
Il naît à Bari de parents d'origine lombarde et passe une bonne partie de son enfance et de son adolescence en Toscane. Il est diplômé de lettres de l'université de Florence où il est élève de Girolamo Vitelli, qui «demeure pour lui le philologue idéal, qu'il a honoré et aimé toute sa vie».
Pendant plusieurs années, il enseigne le latin et le grec dans les lycées classiques, avant d'obtenir en 1923 le poste puis la chaire de langue et littérature latines à la faculté d'éducation de Turin. Il occupe cette fonction jusqu'en 1942, date à laquelle il est transféré à Florence, où il continua d'enseigner jusqu'en 1950, date de sa retraite.
Cependant, il poursuit son intense activité scientifique, avec la direction de l'Institut de Papyrologie du nom de son maître Girolamo Vitelli, à la Faculté des Lettres de l'Université de Florence. «L'une des raisons pour lesquelles, ces dernières années, il a occupé avec bonheur la direction de l'Institut florentin de papyrologie, était certainement la pensée de contribuer à la croissance de la tradition vitellienne».

## Terzaghi et l'école de philologie classique
Nicola Terzaghi était conscient de faire partie de la première véritable école de philologie classique existant en Italie, avec une organisation systématique des études classiques, qui auparavant ne pouvait compter que sur de grandes personnalités isolées.
Parmi les lignes directrices repérables dans les études de Nicola Terzaghi, en plus de l'influence déjà mentionnée de Vitelli, il est également possible de reconnaître celles de chercheurs d'orientations très différentes, comme par exemple Domenico Comparetti, avec sa passion pour l'archéologie et l'épigraphie classique.
De plus, Terzaghi, bien qu'étant « officiellement » latiniste, a également étendu ses recherches à la philologie grecque. Entre autres, il faut souligner sa revalorisation de la tradition indirecte, malgré la « méfiance préjudiciable des éditeurs de textes classiques »

## Œuvres principales
- Fabula - Prolegomeni allo studio del teatro antico, Roma, Formiggini, 1911.
- Studi sull'antica poesia latina. La tecnica tragica di Ennio, Firenze, Tipografia Ariani, 1929.
- Orazio, Roma, Edizioni Formiggini, 1930.
- Per la storia della satira, Torino, L'Erma, 1932.
- La lirica di Orazio, Napoli, Perrella, 1933.
- Lucilio, Torino, L'Erma, 1934.
- Storia della letteratura latina, da Tiberio a Giustiniano, Milano, Vallardi, 1934.
- Storia della letteratura latina, Torino, Paravia, 1935.
- Il romanzo satirico, Firenze, Sansoni, 1950.
- Virgilio, Torino, ERI, 1960.
- I poeti lirici greci e latini, Torino, ERI, 1962.
- Studia graeca et latina, Torino, Paravia, 1963.
- Il padre di Orazio, in «Atene e Roma», 1965, pp. 66 e seguenti.
- Prometeo: scritti di archeologia e filologia, Torino, Paravia, 1966.

Il convient également de noter ses éditions critiques de Synésios de Cyrène, Lucius Ampelius et d'autres.
Pour plus de détails, la bibliographie contenue dans le volume « Lanx satura » est utile (voir Bibliographie).